# Meira Durand
Meira Durand (* 3. Mai 2000 in Köln) ist eine deutsche Schauspielerin.

## Leben
Meira Durand begann im Alter von sechs Jahren im Kinderensemble der Komischen Oper Berlin zu singen und war an der Aufführung verschiedener Stücke wie Pinocchio und La Bohème beteiligt. Größere Bekanntheit erlangte sie durch die Titelrolle im Kinofilm Hier kommt Lola!, die sie als Neunjährige spielte. 2011 folgte die Hauptrolle im ARD-Märchenfilm Die Sterntaler. Von 2011 bis 2017 war sie Mitglied des Kinderchores der Bayerischen Staatsoper in München. 2019 war sie in einer Hauptrolle im Schwarzwald-Tatort Für immer und dich als Teenager zu sehen, der mit einem erwachsenen Mann ausgerissen ist.

## Filmografie
- 2009: Spiegel (Kurzfilm)
- 2010: Hier kommt Lola! (Kinofilm)
- 2011: Die Sterntaler (Fernsehfilm)
- 2012: Der Doc und die Hexe: Nebenwirkungen (Fernsehfilm)
- 2013: Inga Lindström: Herz aus Eis (Fernsehfilm)
- 2018: Verlorene (Kinofilm)
- 2019: Tatort: Für immer und dich (Fernsehfilm)
- 2022: Der Kroatien-Krimi: Tod im roten Kleid (Fernsehfilm)
- 2022: Großstadtrevier: Hoffnung ohne Jugend (Fernsehserie)
- 2023: Die zweite Welle (Miniserie, 6 Folgen)
- 2024: Polizeiruf 110: Diebe (Fernsehreihe)
- 2024: Letzte Spur Berlin: Danach (Fernsehserie, Staffel 13, Folge 1)
- 2024: Praxis mit Meerblick: Kleine Wunder (Fernsehreihe)
- 2025: Tatort: Fiderallala

## Oper
- 2006–2011: Kinderchor der Komischen Oper Berlin: u. a. Pinocchio, La Bohème, Schneekönigin
- 2011–2017: Kinderchor der Bayerischen Staatsoper München: u. a. Tosca, La Bohème, Boris Godunov, Carmen, Otello, Pique Dame, Hänsel und Gretel, Frau in Schwarz, Parsifal, Turandot, Hiob

## Hörbuch
- 2010: Hier kommt Lola!
- 2014: Und hier kommt Tante Lisbeth!
- 2015: Tante Lisbeth und die Liebe

## Auszeichnungen
- 2010: Der weiße Elefant in der Kategorie Nachwuchsdarstellerin für ihre Rolle als ‚Lola‘ in Hier kommt Lola![2]
- 2010: Emo bei den Kinderfilmtagen im Ruhrgebiet für die beste schauspielerische Leistung eines Kindes für Hier kommt Lola![3]
- 2019: Nominierung für den New Faces Award in der Kategorie Beste Schauspielerin für Für immer und Dich